# Stenoxia
Stenoxia is een geslacht van vlinders van de familie spinneruilen (Erebidae), uit de onderfamilie Calpinae.

## Soorten
- S. albopunctata Walker, 1862
- S. astylos Schaus, 1914
- S. conformens Dyar, 1914
- S. contenta Dyar, 1914
- S. cybele Schaus, 1914
- S. dilmis Dyar, 1914
- S. erythropis Hampson, 1926
- S. extirpens Dyar, 1914
- S. florens Schaus, 1912
- S. pupillata Hampson, 1926
- S. rubecula Felder, 1874
- S. unifacta Dyar, 1914